# Corpo
Corpo ist eine Kurzform von französisch corporation und bezeichnet eine bestimmte Art von Studentenvereinigungen oder Studentenverbindungen in Frankreich. Sie sind nicht mit den deutschen Corps zu verwechseln. Neben den französischen Corpos gibt es im Elsass noch Studentenverbindungen, die denen in Deutschland ähneln.
Die Corpos sind beispielsweise Vereinigungen von Pharmaziestudenten, welche nach dem Gesetz von 1901 als gemeinnützige Vereine gegründet werden. Sie haben ihre Sitze an den Fakultäten für Pharmazie. Diese Corpos sind seit 14. März 1968 in der Association Nationale des Etudiants en Pharmacie de France (ANEPF) zusammengeschlossen.
Die französischen Corpos traten nicht sehr stark öffentlich in Erscheinung. Dies hat sich spätestens durch den Auftritt in den Sozialen Medien geändert.

## Liste der Studentenvereinigungen
Die repräsentativen Corpos (fr: Associations représentatives) sind:
| Lange Bezeichnung                                                                   | Kurze Bezeichnung             | Abkürzung | Ort               | Adresse                                                  | Anmerkungen                                        |
| ----------------------------------------------------------------------------------- | ----------------------------- | --------- | ----------------- | -------------------------------------------------------- | -------------------------------------------------- |
| Association des Étudiants en Pharmacie d'Amiens                                     | Corpo Pharma Amiens           | AEPA      | Amiens            | 1 Rue de Louvels - 80000                                 |                                                    |
| Association Corporative des Etudiants en Pharmacie d'Angers                         | Corpo Pharma Angers           | ACEPA     | Angers            | 16 boulevard Daviers - 49100                             |                                                    |
| Association Amicale des Etudiants en Pharmacie de Besançon                          | Corpo Pharma Besançon         | AAEPB     | Besançon          | 19 rue ambroise paré 25000 Besancon                      |                                                    |
| Amicale Corporative des Etudians en Pharmacie de Bordeaux                           | Corpo Pharma Bordeaux         | ACEPB     | Bordeaux          | 146 rue Léo Saignat - 33000                              |                                                    |
| Association Corporative des Etudiants en Pharmacie de Caen                          | Corpo Pharma Caen             | ACEPC     | Caen              | 1 Boulevard Henri Becquerel - 14032 CAEN CEDEX 5         |                                                    |
| Association de l'Amicale des Etudiants en Médecine et Pharmacie de Clermont-Ferrand | Corpo Pharma Clermont Ferrand | AAEMP     | Clermont Ferrand  | 28 place Henri Dunant - 63000                            |                                                    |
| Association Bourguignonne des Étudiants en Pharmacie                                | Corpo Pharma Dijon            | ABEP      | Dijon             | 7 Boulevard Jeanne d'Arc - 21000                         |                                                    |
| Association des Étudiants en Pharmacie de Grenoble                                  | Corpo Pharma Grenoble         | AEPG      | Grenoble          | Domaine de la Merci - 38700                              |                                                    |
| Association Amicale des Etudiants en Pharmacie de Lille                             | Corpo Pharma Lille            | AAEPL     | Lille             | 3 rue du professeur Laguesse - 59000                     |                                                    |
| Amicale Corporative des Étudiants en Maieutique, Medecine et Pharmacie de Limoges   | Corpo Pharma Limoges          | ACE2MPL   | Limoges           | 2 rue du Docteur Marcland, 87025 Limoges                 |                                                    |
| Association Amicale des Etudiants en Pharmacie de Lyon                              | Corpo Pharma Lyon             | AAEPL     | Lyon              | 8 avenue Rockefeller - 69008                             |                                                    |
| Association des Etudiants en Pharmacie de Provence                                  | Corpo Pharma Marseille        | AE2P      | Marseille         | 27 blvd Jean Moulin - Faculté de Pharmacie - 13005       |                                                    |
| Association Amicale des Etudiants en Pharmacie de Montpellier                       | Corpo Pharma Montpellier      | AAEPM     | Montpellier       | 15 avenue Charles Flahault - 34090                       |                                                    |
| Association Amicale des Étudiants en Pharmacie de Nancy                             | Corpo Pharma Nancy            | AAEPN     | Nancy             | 7, Avenue de la Forêt de Haye 54505 Vandoeuvre-Lès-nancy |                                                    |
| Association Nantaise des Étudiants en Pharmacie                                     | Corpo Pharma Nantes           | ANEP      | Nantes            | 10 rue Bias - 44000                                      |                                                    |
| Corporation des Étudiants en Pharmacie de Paris Cité                                | Corpo Pharma Paris Cité       | CEPP      | Paris Cité        | 4 avenue de l'Observatoire - 75006                       | gegründet: 1972; Wahlspruch: Versantur His Tribus! |
| Association des Étudiants en Pharmacie de Paris Saclay                              | Corpo Pharma Paris Saclay     | AEPPS     | Paris XI - Saclay | 17 Avenue des Sciences, 91400 Orsay                      |                                                    |
| Association des Etudiant en Pharmacie de Poitiers                                   | Corpo Pharma Poitiers         | AEPP      | Poitiers          | 6 rue de la Miletrie - 86000                             |                                                    |
| Association des Étudiants en Pharmacie de Reims                                     | Corpo Pharma Reims            | AEPR      | Reims             | 51 rue Cognacq-Jay 51095 REIMS CEDEX                     |                                                    |
| Association Amicale des Etudiants en Pharmacie de Rennes                            | Corpo Pharma Rennes           | AAEPR     | Rennes            | 2 avenue du Professeur Léon Bernard - 35000              |                                                    |
| Association des Etudiants en Pharmacie de Rouen                                     | Corpo Pharma Rouen            | AEPR      | Rouen             | 22 boulevard Gambetta - 76000                            |                                                    |
| Association Amicale des Etudiants en Pharmacie de Strasbourg                        | Corpo Pharma Strasbourg       | H2S       | Strasbourg        | 74, Route du Rhin - 67400                                |                                                    |
| Association des Etudiants en Pharmacie de Toulouse                                  | Corpo Pharma Toulouse         | AEPT      | Toulouse          | 35 chemin des maraîchers - 31062                         |                                                    |
| Association Corporative des Etudiants en Pharmacie de Tours                         | Corpo Pharma Tours            | ACEPT     | Tours             | 31 Avenue Monge - 37200                                  |                                                    |